# Matriarcado
Matriarcado (do grego antigo μητέρος, translit. metéros: "mãe"; e ἀρχή, translit. arché: "origem", ou "regra") é uma forma de organização social em que a mulher-mãe tem uma posição dominante na família e na comunidade. Há um termo diferente para 'governo ou domínio da mulher' - ginecocracia (em grego, γυναικοκρατία), algumas vezes citado como 'ginocracia'.
Em algumas culturas, a mulher é líder da família, e a transmissão de bens, assim como do poder tribal, se faz através dos membros do sexo feminino do grupo. Na dimensão religiosa, muitas vezes o matriarcado tem sido associado à adoração de divindades femininas da fertilidade e da maternidade (ver Deusa Mãe).
James Frazer, J. J. Bachofen, Walter Burkert, Robert Graves, James Mellaart e Marija Gimbutas desenvolveram a teoria segundo a qual todas as divindades da Europa e da bacia do Mar Egeu são oriundas de uma deusa matriarca pré-indo-europeia ou proto-indo-europeia (Neolítico). Segundo esses estudiosos, a religião da Deusa mãe era a base de toda a Pré-história e das civilizações antigas, e a Deusa seria o fundamento sócio-religioso do matriarcado.
Na mitologia nórdica existem referências às sociedades matriarcais, como as Elvens e povos pré-históricos que habitaram as regiões da Escandinávia. Estudos pré-históricos dos povos nórdicos, especialmente da Suécia são escassos e dificultam a identificação de uma sociedade matriarcal comprovada cientificamente. Algumas teorias dizem que o uso de armas duplas (dual wield) foram desenvolvidos especialmente para mulheres, pela dificuldade de carregar escudos muito pesados.

## Definição
Matriarcado seria um sistema social no qual a mãe ou a mulher exerce autoridade absoluta sobre a família ou um grupo; por extensão, matriarcado, também pode ocorrer quando uma ou mais mulheres (como num conselho) exercem poder sobre uma comunidade. Não é o mesmo que matrilinearidade, onde as crianças são identificadas em função das mães em vez dos pais, e famílias estendidas e alianças tribais formam linhas consanguíneas femininas conjuntas. Por exemplo, na tradição judaica Halakha, somente uma pessoa nascida de mãe judia é automaticamente considerada judia. Portanto, a herança judaica é passada de mãe para filho. É também diferente de matrifocalidade, que alguns antropólogos usam para descrever sociedades onde a autoridade materna é proeminente nas relações domésticas, devendo o marido juntar-se à família da esposa, em vez de a esposa mudar-se para a vila ou tribo do marido. 
Assim, matriarcado seria uma combinação de múltiplos fatores. Inclui matrilinearidade e matrifocalidade, porém o mais importante é que as mulheres seriam encarregadas da distribuição de bens do clã e, especialmente, das fontes de sustento - dos campos e dos alimentos -, o que tornaria dependente cada membro do clã e garantiria às mulheres uma posição tão forte nestas sociedades, que elas seriam consideradas matriarcas.

## A discussão recente sobresociedades matriarcais
Intelectuais feministas  ligadas aos estudos das formas do matriarcado moderno consideram qualquer forma de sociedade não patriarcal, matrilinear, matrilocal e avuncular como parte do objeto de investigação. Durante congressos mundiais de estudos sobre o matriarcado. 
O primeiro teve lugar em Luxemburgo, em 2003, e foi patrocinado pela ministra dos Assuntos da Mulher de Luxemburgo, Marie-Josée Jacobs, tendo sido organizado e dirigido por Heide Göttner-Abendroth, fundadora da Hagia - International Academy for Modern Matriarchal Studies and Matriarchal Spirituality, criada em 1986, na Alemanha. O segundo ocorreu em 2005, em San Marcos, Texas. O evento foi patrocinado por Genevieve Vaughan e novamente dirigido por Heide Goettner-Abendroth. Uma conferência internacional está programada para 2011, em St. Gallen, na Suíça 
Contudo todo este tema é muito controverso. Inclusive há um questionamento sobre sua veracidade, como por exemplo no livro "The Myth of Matriarchal Prehistory" (O Mito da Pré-História Matriarcal) da antropóloga Cynthia Eller.
A maioria dos antropólogos afirma que não existem sociedades conhecidas que sejam inequivocamente matriarcais. De acordo com J. M. Adovasio, Olga Soffer e Jake Page, não se conhece de fato nenhum matriarcado verdadeiro que tenha existido. A antropóloga Joan Bamberger argumentou que o registro histórico não contém fontes primárias sobre qualquer sociedade dominada por mulheres. A lista human cultural universals, do antropólogo Donald Brown, (a saber, características compartilhadas por quase todas as sociedades humanas atuais) inclui os homens como sendo o "elemento dominante" nos assuntos políticos públicos, que ele afirma ser a opinião contemporânea da antropologia dominante. Existem algumas divergências e possíveis exceções. A crença de que um governo das mulheres precedeu o governo dos homens foi, de acordo com Haviland, "sustentada por muitos intelectuais do século XIX". A hipótese sobreviveu até o século 20 e foi notavelmente duradoura no contexto do feminismo e, especialmente, do feminismo de segunda onda, mas a hipótese está em grande parte desacreditada hoje, a maioria dos especialistas concordando que ela nunca foi verdadeira.
Matriarcas, de acordo com Peoples e Bailey, existem: "matriarcas individuais em algumas famílias e grupos de parentesco".